# Armée de terre gabonaise
L'armée de terre gabonaise est la composante terrestre des Forces armées gabonaises. Elle est composée de la Garde Républicaine, le bataillon de sapeur-pompiers, le service de santé militaire et le génie militaire.

## Historique
L’armée de terre gabonaise a été créée le 6 décembre 1960 par décret du président gabonais Léon Mba. Initialement, les forces armées gabonaises rassemblent les sous-officiers Gabonais ayant servi dans l’armée coloniale française et principalement de la 2e compagnie du 21e BIMA (Bataillon d’Infanterie de Marine) basé à Libreville.
Ces éléments formeront par la suite le 1er Bataillon d’infanterie gabonaise basé au camp Ntchoréré (Libreville), composé de la 1re compagnie de combat et du Centre d’Instruction.
À la suite de l’indépendance, le Gabon signe avec la France des accords de défense portant essentiellement sur l’assistance technique et la formation. Jusqu’en juin 1964, le titre de Chef d’État-Major des Forces Armées Gabonaises est d’ailleurs porté par un officier supérieur français (le colonel Gribelin puis le colonel Royer). Ce titre reviendra par la suite à des officiers gabonais dont le colonel Nazaire Boulingui à partir de 1969.
En 1962 est créé un détachement des Auxiliaires Féminins des Forces Armées Gabonaises (AFFAG) commandé par le lieutenant Ba Oumar au camp militaire d’Owendo. Le président Mba eût cette initiative à la suite d'une visite d’Israël qui comptait déjà dans ses rangs du personnel féminin.
En 1963 est créée une section parachutiste pour permettre à l’armée d’intervenir sur tout le territoire gabonais qui manque alors d’infrastructures routières. L’unité est alors commandée par le lieutenant Essono.

## Aperçu des équipements principaux en service
| Véhicule        | Mission                                 | En service | Remarques           |
| EE-9 Cascavel   | Vehicule blindé de reconnaissance       | 14         |                     |
| EE-3 Jararraca  | Vehicule blindé de reconnaissance       | 12         |                     |
| AML60/90        | Vehicule blindé de reconnaissance       | 24         |                     |
| VBL             | Véhicule blindé léger                   | 14         |                     |
| ERC-90 Sagaie 2 | Véhicule blindé moyen                   | 6          |                     |
| ACMAT Bastion   | Véhicule blindé de transport de troupes | 5          |                     |
| ZU-23-2         | Canon anti-aérien                       | 24         |                     |
| Teruel          | Lance-roquettes-multiples               | 8          | Acheté en 1983/1984 |
| M101 Howitzer   | Obusier                                 | 4          |                     |
| Mortier 120 mm  | Appui infanterie                        | 4          |                     |
| Mortier 81 mm   | Appui infanterie                        | 35         |                     |
| Missile         |                                         |            |                     |
| Milan           | Anti-char                               | 4          |                     |

À ces véhicules et armes lourdes s'ajoutent des armes légères d'infanterie :
- Pistolet MAC 50 9 mm ( France)
- Mitrailleuse AAT-52 7,5 mm ( France)
- Mitrailleuse FN MAG 7,62 mm ( Belgique)
- Pistolet MAB PA15 9 mm ( France)
- Fusil SG-542 7,62 mm ( Suisse)
- Pistolet-mitrailleur MAT-49 9 mm ( France)
- Pistolet-mitrailleur Beretta M12 9 mm ( Italie)
- Mitrailleuse Browning M2 12,7 mm ( États-Unis)
- Fusil  MAS G3 7,62 mm ( Allemagne de l'Ouest/ France)
- Fusil Type 56 7,62 mm ( Chine)
- Fusil M16A1 5,56 mm ( États-Unis)
- Fusil FN CAL 5,56 mm ( Belgique)
- Carabine M16A1 5,56 mm ( États-Unis)
- Fusil FAMAS 5,56 mm ( France)
- Pistolet-mitrailleur Sterling Mark 4 9 mm ( Royaume-Uni)

Source pour la section : (en) « Gabon Land Forces military equipment and vehicles Gabonese Army », sur armyrecognition.com

## Aviation légère des armées
L'ALA a sous sa direction l'ensemble des hélicoptères de l'armée de l'air, son personnel dispose d'une formation spécifique et représente un corps à part entière des forces armées gabonaise.
| Appareil        | Mission                   | En service | Remarques |
| SA.342L Gazelle | Hélicoptère léger d'appui | 2          |           |
| SA.330 Puma     | Hélicoptère de transport  | 3          |           |

## Unités principales
- 1 bataillon de la Garde Républicaine
  - 1 escadron de reconnaissance blindé
  - 3 compagnies d'infanterie
  - 1 batterie d'artillerie
  - 1 batterie de défense anti-aérienne

- 1 régiment aéroporté
  - 3 compagnies d'infanterie aéroportée
  - 1 compagnie de reconnaissance et de soutien
  - 1 compagnie de commandement

- 1 bataillon de reconnaissance blindé léger
  - 2 escadrons blindés
  - 1 compagnie de commandement et de soutien

- 1 régiment de commandement et de soutien
  - 1 batterie d'artillerie
  - 1 batterie de mortiers
  - 1 batterie de lance-roquettes
  - 1 compagnie du Génie
  - unités logistiques

- 7 détachements régionaux
  - 1 bataillon (ou 1 compagnie) d'infanterie motorisée par région militaire